# Mendidaphodius armiger
Mendidaphodius armiger är en skalbaggsart som beskrevs av Edgar von Harold 1871. Mendidaphodius armiger ingår i släktet Mendidaphodius och familjen Aphodiidae. Inga underarter finns listade i Catalogue of Life.